# République tchèque aux Jeux olympiques d'hiver de 1998
La République tchèque participe aux Jeux olympiques d'hiver de 1998, organisés à Nagano au Japon. C'est sa deuxième participation aux Jeux olympiques d'hiver en tant que pays indépendant. La délégation tchèque, formée de 61 athlètes (48 hommes et 13 femmes), obtient trois médailles (une d'or, une d'argent et une de bronze) et se classe au quatorzième rang du tableau des médailles.

## Médaillés
| Médaille d'or, Jeux olympiques      | Équipe de République tchèque de hockey sur glace \| Jan Caloun \| \| Frantisek Kucera \| \| Martin Rucinsky \| \| \| Roman Cechmanek \| \| Robert Lang \| \| Vladimír Růžička \| \| \| Jiri Dopita \| \| David Moravec \| \| Jiri Slegr \| \| \| Roman Hamrlik \| \| Pavel Patera \| \| Richard Šmehlík \| \| \| Dominik Hasek \| \| Libor Prochazka \| \| Jaroslav Špaček \| \| \| Milan Hejduk \| \| Martin Prochazka \| \| Martin Straka \| \| \| Milan Hnilička \| \| Robert Reichel \| \| Petr Svoboda \| \| \| Jaromir Jagr \| \| \| \| \| \| | Hockey sur glace | Hommes                            |                  |  |
| Médaille d'argent, Jeux olympiques  | Kateřina Neumannová | Ski de fond      | 5 kilomètres classique (F)        |                  |  |
| Médaille de bronze, Jeux olympiques | Kateřina Neumannová | Ski de fond      | 10 kilomètres libre poursuite (F) |                  |  |
| Jan Caloun                          | | Frantisek Kucera |                                   | Martin Rucinsky  |  |
| Roman Cechmanek                     | | Robert Lang      |                                   | Vladimír Růžička |  |
| Jiri Dopita                         | | David Moravec    |                                   | Jiri Slegr       |  |
| Roman Hamrlik                       | | Pavel Patera     |                                   | Richard Šmehlík  |  |
| Dominik Hasek                       | | Libor Prochazka  |                                   | Jaroslav Špaček  |  |
| Milan Hejduk                        | | Martin Prochazka |                                   | Martin Straka    |  |
| Milan Hnilička                      | | Robert Reichel   |                                   | Petr Svoboda     |  |
| Jaromir Jagr                        | |                  |                                   |                  |  |